# 王庄砖塔
王庄砖塔，又名魁星塔、文星塔，位于山西省临汾市翼城县王庄乡王庄村。
王庄砖塔建于清康熙二十九年（1690），是一座圆形实心砖塔，高15米，直径2.1米，三级密檐式。基座石砌，呈长方形。 
1987年8月20日，王庄砖塔公布为翼城县文物保护单位。